# Mount Terror
De Mount Terror (3.230 m) is een uitgedoofde schildvulkaan op het eiland Ross (Antarctica) die voor het laatst actief was tussen de 820.000 en 1,75 miljoen jaar geleden.
Mount Terror is de op een na hoogste van drie vulkanen die het eiland Ross vormen. De vulkaan ligt van in de schaduw van zijn grotere broer Mount Erebus (3.794 m), 30 km westelijker. Beide bergen werden door Ross genoemd naar de twee schepen in zijn vloot, HMS Erebus en HMS Terror.